# Association sportive capoise
Maillots
L'AS capoise est un club de football basé au Cap-Haïtien à Haïti.Il est le troisième Club le plus vieux du pays.

## Palmarès
- Championnat national (D1) (3)
  - Vainqueur : 1997, Clô. 2017, Ouv. 2018